# متحف الذهب
متحف الذهب (بالإسبانية: Museo del Oro) هو متحف شهير يقع في مدينة بوغوتا بكولومبيا. يُعد واحدا من أبرز المعالم السياحية الأكثر زيارة في كولومبيا. يرتاده حوالي 500 ألف سائح سنوياً.

## معرض الصور

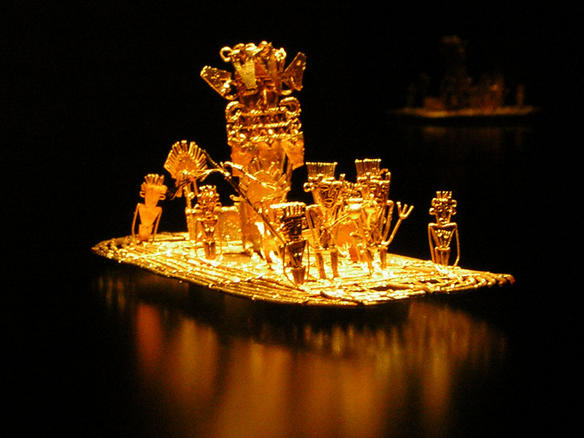
The Muisca raft is the main piece in the Offering Boat Room
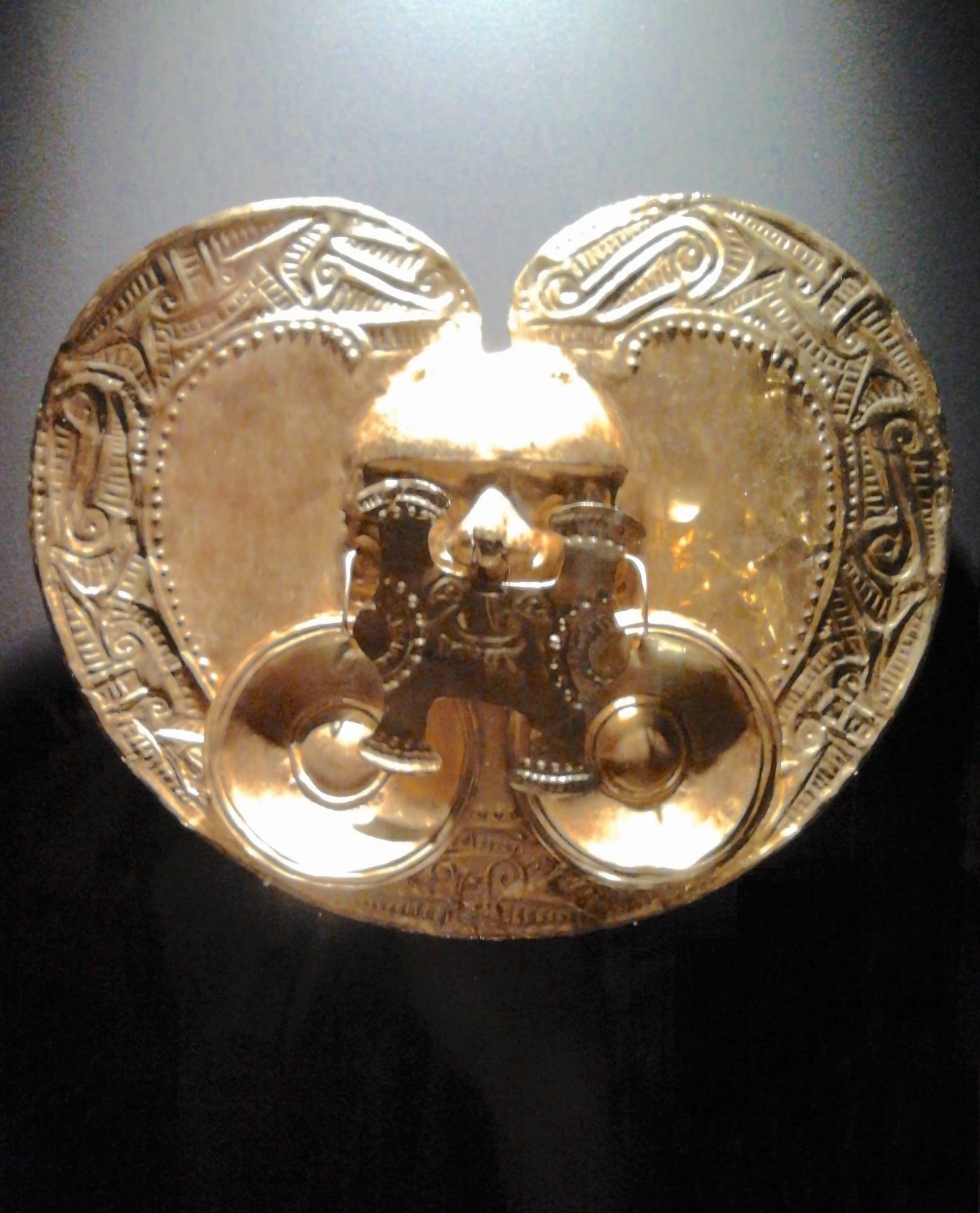
Calima culture heart-shaped pectoral as displayed in the temporary exhibition of Gold Museum's exhibits at the [[القلعة الملكية (وارسو)|]] in وارسو